# 郡津站

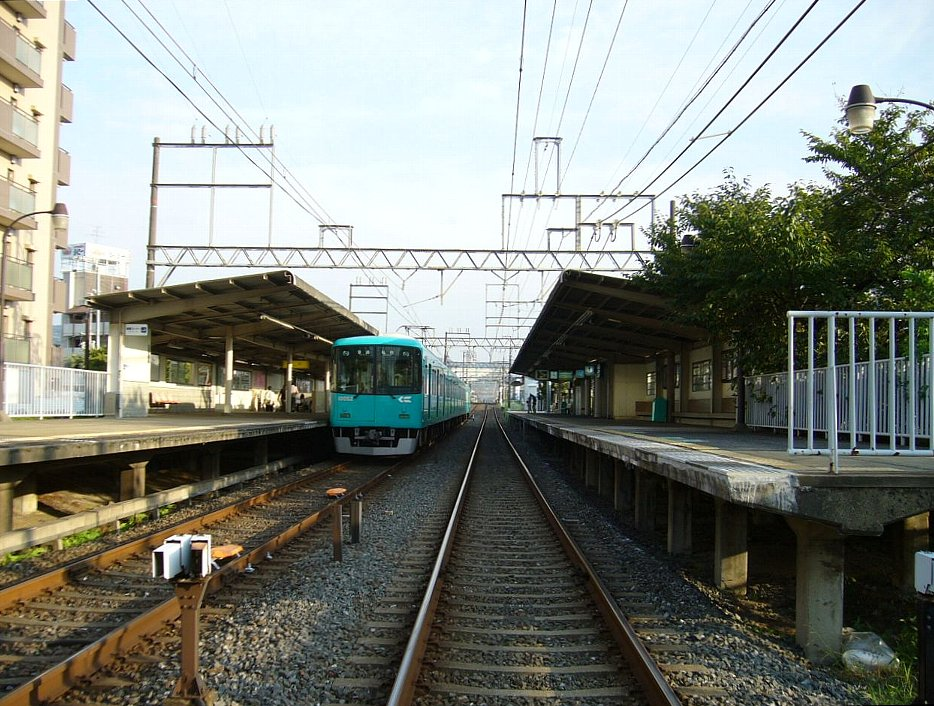
月台 (2006年9月)

郡津站（日语：／ Kozu eki */?）是位於大阪府交野市郡津，屬於京阪電氣鐵道（京阪）交野線的車站。車站編號為KH64。

## 歷史
- 1929年（昭和4年）信貴生駒電鉄信貴生駒電鐵（日语：信貴生駒電鉄信貴生駒電鐵）枚方線開通，此站啟用。
- 1939年（昭和14年）5月1日 - 路線轉讓至交野電氣鐵道（日语：交野電気鉄道）。
- 1945年（昭和20年）
  - 5月1日 - 公司合併，成為京阪神急行電鐵車站。
  - 9月15日 - 車站暫停使用[1]。
- 1946年（昭和21年）2月15日 - 車站重開[1]。
- 1949年（昭和24年）12月1日 - 公司分離，成為京阪電氣鐵道車站。
- 1969年（昭和44年）7月13日 - 增設行人隧道[1]。
- 1972年（昭和47年）3月31日 - 隨著村野至交野市之間雙線化，此站增設相對式月台[1]。
- 1973年（昭和48年）4月8日 - 車站大樓地下化[1]。
- 1974年（昭和49年）2月16日 - 站前開設「京阪百貨（日语：京阪ザ・ストア）郡津店」(後來為京阪THE·STROE)。
- 1981年（昭和56年）4月3日  - 站前開設「京阪體育中心郡津」。
- 2002年（平成14年）
  - 3月 - 枚方市方向月台設置多用途廁所。
  - 9月30日 - 京阪THE·STORE郡津店結業。
- 2003年（平成15年）7月 - 京阪體育中心郡津遷移並改名為「利茲健康俱樂部」。京阪集團把遊泳教室事業和運動教室事業拆分。
- 2011年（平成23年）4月8日 - 地面車站大樓竣工。

## 車站構造
本站是地面車站，設有2面2線的相對式月台。站內設有驗票閘口、車站大廳噢行人隧道，車站東西兩方均設有出入口。1號月台上設有廁所、公共電話和自動販賣機。距離車站300公尺內也有公共電話。

### 月台
| 月台 | 路線   | 上下行 | 方向                                 |
| ---- | ------ | ------ | ------------------------------------ |
| 1    | 交野線 | 上行   | 枚方市、淀屋橋、中之島線、出町柳方向 |
| 2    | 交野線 | 下行   | 交野市、私市方向                     |

所有上行列車均以枚方市站作為終點站，前往淀屋橋、中之島線方向或出町柳方向的乘客需要在枚方市站轉乘。另外，兩月台均可容納5卡列車。

## 使用狀況
在2019年（令和元年）度指定日調查的一日上下車人次為6,768人。在交野線中，除了枚方市外，僅次於河內森、交野市為第三多人使用的車站。
以下為各年度指定日調查的一日上下車、乘車人次列表。
| 年度   | 指定日     | 指定日   | 參考資料    |
| 年度   | 上下車人次 | 乘車人次 | 參考資料    |
| ------ | ---------- | -------- | ----------- |
| 2000年 | 7,576      | 3,869    | [ 統計 1 ]  |
| 2001年 | -          | -        |             |
| 2002年 | 6,964      | 3,553    | [ 統計 2 ]  |
| 2003年 | 6,832      | 3,505    | [ 統計 3 ]  |
| 2004年 | 6,916      | 3,535    | [ 統計 4 ]  |
| 2005年 | 7,052      | 3,549    | [ 統計 5 ]  |
| 2006年 | 6,633      | 3,399    | [ 統計 6 ]  |
| 2007年 | 6,699      | 3,451    | [ 統計 7 ]  |
| 2008年 | 7,169      | 3,694    | [ 統計 8 ]  |
| 2009年 | 6,788      | 3,313    | [ 統計 9 ]  |
| 2010年 | 6,525      | 3,305    | [ 統計 10 ] |
| 2011年 | 6,491      | 3,294    | [ 統計 11 ] |
| 2012年 | 6,323      | 3,235    | [ 統計 12 ] |
| 2013年 | 6,436      | 3,279    | [ 統計 13 ] |
| 2014年 | 6,548      | 3,339    | [ 統計 14 ] |
| 2015年 | 6,706      | 3,428    | [ 統計 15 ] |
| 2016年 | 6,444      | 3,329    | [ 統計 16 ] |
| 2017年 | 6,628      | 3,376    | [ 統計 17 ] |
| 2018年 | 6,739      | 3,431    | [ 統計 18 ] |
| 2019年 | 6,768      | 3,464    | [ 統計 19 ] |

## 車站周邊
- 丸山古墳遺遺
- 郡津神社(向東步行14分鐘)
- 松塚公園(向西南步行1分鐘)
- 郡津站前郵局(向西南步行1分鐘)
- 交野市立郡津小學（日语：交野市立郡津小学校）(向東南步行10分鐘)
- 交野女子学院(徒歩16分)
- 免除川
- 萬代郡津店(步行5分鐘)
- 交野會館(步行1分鐘)
- 利茲游泳俱樂部(步行3分鐘)
- 藍診所(步行3分鐘)
- 大阪府道7號（日语：大阪府道7号）
- 大阪府道18號（日语：大阪府道18号）

參考資料

## 相鄰車站
京阪電氣鐵道
 交野線
■普通
村野（KH63）－郡津（KH64）－交野市（KH65）

## 注腳

### 統計資料
1. ↑  大阪府統計年鑑（平成13年）PDF
2. ↑  大阪府統計年鑑（平成15年）PDF
3. ↑  大阪府統計年鑑（平成16年）PDF
4. ↑  大阪府統計年鑑（平成17年）PDF
5. ↑  大阪府統計年鑑（平成18年）PDF
6. ↑  大阪府統計年鑑（平成19年）PDF
7. ↑  大阪府統計年鑑（平成20年）PDF
8. ↑  大阪府統計年鑑（平成21年）PDF
9. ↑  大阪府統計年鑑（平成22年）PDF
10. ↑  大阪府統計年鑑（平成23年）PDF
11. ↑  大阪府統計年鑑（平成24年）PDF
12. ↑  大阪府統計年鑑（平成25年）PDF
13. ↑  大阪府統計年鑑（平成26年）PDF
14. ↑  大阪府統計年鑑（平成27年）PDF
15. ↑  大阪府統計年鑑（平成28年）PDF
16. ↑  大阪府統計年鑑（平成29年）PDF
17. ↑  大阪府統計年鑑（平成30年）PDF
18. ↑  大阪府統計年鑑（令和元年）PDF
19. ↑  大阪府統計年鑑（令和2年）PDF

## 外部連結
- 郡津 - 京阪電氣鐵道